# Біскупицький канал
Біскупицький канал (словац. Biskupický kanál) — відвідний канал; витікає і впадає у Ваг, протікає в округах Тренчин; Нове Место-над-Вагом і П'єштяни.
Довжина приблизно 39 км. Збудований в 1940-1950-х роках під час регуляції русла Вагу. Впадає річка Кланечниця.